# Lekander-Nunatak
Der Lekander-Nunatak ist ein 1815 m hoher Nunatak im westantarktischen Queen Elizabeth Land. In der südlichen Patuxent Range der Pensacola Mountains ragt er 3 km nordöstlich des Bessinger-Nunatak am südwestlichen Rand des Mackin Table auf.
Der United States Geological Survey kartierte ihn anhand eigener Vermessungen und Luftaufnahmen der United States Navy aus den Jahren zwischen 1956 und 1966. Das Advisory Committee on Antarctic Names benannte ihn 1968 nach Bryant Alexander Lekander (1929–2005), Koch auf der Amundsen-Scott-Südpolstation im antarktischen Winter 1960.